# Waldbrand von Chios 2012
Der Waldbrand von Chios 2012 (griechisch πυρκαγιά στην Χίο, pyrkagia stin Chio) war ein Waldbrand auf der südlichen Hälfte der griechischen Insel Chios, der etwa um 2.00 Uhr morgens, am 18. August 2012 ausbrach.
Früh am 18. August wurden zwei Dörfer in evakuiert. Das Feuer bedrohte auch den Armee-Stützpunkt bei Vessa (Βέσσα). Am Abend des 20. August waren schon neun Dörfer evakuiert und das Feuer schritt immer noch voran.
7000 ha (16,000 acres) Wald und Farmland wurden verbrannt. 40 % der Mastixsträucher (Pistacia lentiscus var. chia) verbrannten und auch die Imker von Chios verloren 60 % ihrer Völker.
Etwa 360 Feuerwehrmänner, Soldaten und Freiwillige bemühten sich darum, das Feuer unter Kontrolle zu bekommen und die Flammen zu löschen. Im Einsatz waren Löschflugzeuge und Helikopter sowie 50 Löschfahrzeuge. Die griechische Regierung bat um Hilfe durch spanische und italienische Löschflugzeuge, da zu dieser Zeit elf weitere Brände an verschiedenen Orten in Griechenland ausbrachen (unter anderem am Athos und auf Andros).
Der Rauch war schon am 18. August auf der 100 km entfernten Insel Kreta zu sehen.